# Холодняк Іван Ілліч
Холодняк Іван Ілліч (1857 — 19 травня 1913) — російський філолог, письменник і перекладач.
Закінчив із золотою медаллю в 1878 році 5-у Санкт-Петербурзьку гімназію, а в 1882 році — історико-філологічний факультет Санкт-Петербурзького університету. З 1883 року — лектор, а з 1884 і до кінця життя — приват-доцент по кафедрі класичної філології на тому ж факультеті. Одночасно з роботою в університеті І. І. Холодняк з 1889 року викладав на Вищих жіночих курсах і з 1897 року перебував ординарним професором по кафедрі римської словесності в Петербурзькому історико-філологічному інституті.
У багаторічній своїй праці «Carmina sepulcralia Latina» («Давньоримські віршовані епітафії») (СПб., 1897) він поставив собі завданням зібрати всі римські язичницькі надгробки, складені віршами. У тісному зв'язку з цим виданням стоїть дослідження «Про деякі типи римських метричних надгробків» (СПб., 1899).
І. І. Холодняку належить також багато праць в галузі історії та екзегези римської літератури: видання граматика Цензорина (СПб., 1889) і окремі дослідження, здебільшого в «Журналі Міністерства народної освіти».
Холодняк є одним із співавторів Енциклопедичного словника Брокгауза і Ефрона.